# PATHAAN/パターン
『PATHAAN/パターン』（Pathaan）は、2023年のインドのヒンディー語アクションスリラー映画。ヤシュ・ラージ・フィルムズが製作する「YRFスパイ・ユニバース」の第4作目であり、監督はシッダールト・アーナンドが務め、シャー・ルク・カーン、ディーピカー・パードゥコーン、ジョン・エイブラハム、ディンパル・カパーディヤー、アーシュトーシュ・ラーナーが出演している。撮影はムンバイ、アフガニスタン、スペイン、アラブ首長国連邦、トルコ、イタリア、ロシア、フランスで行われ、製作費として23億5000万ルピーが投じられた。
2023年1月25日から共和国記念日に合わせて劇場公開され、批評家からは脚本・演出・アクションシーン・映画音楽・キャストの演技が高く評価された。また、興行的にはヒンディー語映画の公開初日興行成績、単日興行成績、オープニング週末興行成績、公開初週興行成績の歴代最高記録を更新した。最終的にはヒンディー語映画歴代興行成績の最高記録を更新し、海外市場でも歴代記録を更新している。興行収入は105億300万ルピーを記録し、ヒンディー語映画として歴代第2位、インド映画として歴代第5位、国内記録として歴代第4位の記録を樹立した。

## ストーリー
2019年。インド政府は憲法第370条を廃棄し、ジャンムー・カシミール州の特別自治権を剥奪した。インド政府の決定は同地域の領有権を争うパキスタンでも報じられ、パキスタン陸軍のカーディル将軍は報復を決意し、国際テロ組織「X」を率いるジムに連絡を取る。ジムは、かつてRAWに所属する諜報員で勇敢勲章を授与された英雄だったが、2003年にソマリア人テロリストに拉致された際、インド政府が身代金の支払いを拒否したため妊娠中だった妻を殺害されたことをきっかけに、自らの死を偽装して行方をくらまし、インドへの復讐の機会を狙っていた。
2020年。RAW諜報員であるパターンは、上官のナンディニ・グレーワール少佐と共に、国家に奉仕する意思がありながら精神的・身体的な理由で引退を余儀なくされた元RAW諜報員・元軍人をメンバーとする諜報チーム「ジョーカー」を創設する。パターンはRAW局長スニール・ルトラ大佐の許可を得て、「X」によるインド大統領襲撃計画を阻止するため、大統領が訪問するドバイに向かう。しかし、「X」の本当の目的はドバイで開催される科学会議に出席するサハニ博士とファルーク博士の拉致であり、大統領襲撃計画は注意を逸らすための偽情報だったことが判明する。パターンは2人の科学者を拉致しようとするジムと対峙し、ファルーク博士の救出に成功するがサハニ博士の救出には失敗し、ジムにも逃げられてしまう。その後の調査の結果、パキスタン人医師のルバイがジムと関係していることを突き止めたパターンは、彼女が滞在するスペインに向かいルバイと接触するが、そこでジムの部下に捕まってしまう。ジムはパターンをRAWから引き抜こうとするが拒否され、部下たちに彼を殺すように指示してアジトを立ち去る。パターンはジムの部下たちに殺されそうになるが、ジムを裏切ったルバイに助け出される。ルバイの正体はISIの元諜報員であり、パターンと協力してジムが狙っている「ラクトビージ」を確保するためモスクワに向かう。しかし、「ラクトビージ」を手に入れたパターンはルバイに裏切られてロシア警察に逮捕されてしまい、ルバイの裏切りはパターンを利用して「ラクトビージ」を確保するためのジムの作戦だったことが判明する。パターンは収容所に送られることになったが、途中でRAW諜報員のタイガーに助け出される。
2022年。アフリカに渡ったパターンはジムの部下ラーフィを捕えて、彼がRSD-10ミサイルを2基入手したことを聞き出す。その後、ナンディニと再会したパターンは、彼女からルバイの居場所を聞き出し、ルバイが潜伏しているパリに向かう。ルバイと接触したパターンは、「ラクトビージ」の正体がジムがサハニ博士に命令して作らせた天然痘ウイルスの変異株であること、ジムが「ラクトビージ」を使用したテロを計画していることを告げる。2人はジムの計画を阻止するために再び協力関係を結び、「X」の研究所があるシベリアに向かい、「ラクトビージ」の入ったオーブを奪取する。パターンはルトラ大佐に「ラクトビージ」を引き渡してワクチンの開発を促すが、ルトラ大佐は同時にパキスタン人のルバイを疑い、彼女を拘束する。ニューデリーの研究施設で「ラクトビージ」の解明を進めるファルーク博士のもとをナンディニが訪れてオーブを開放するが、そこにジムからメッセージが届き、オーブを開放したことで施設内にウイルスが蔓延し始めたことを告げる。感染したナンディニは施設内を封鎖し、ウイルスの外部への流出を防ぐため、パターンたちの眼前で命を絶ち、ファルーク博士たちも後に続いて命を絶った。研究施設が爆破処分された後、ジムは「24時間以内にインド軍がカシミールから撤退しない場合、デリーにウイルスを搭載したRSD-10ミサイルを撃ち込む」と最後通牒を突き付ける。
パターンはアフリカで捕えたラーフィを尋問し、ジムのアジトがアフガニスタンにあることを聞き出し、拘束中のルバイを助け出して仲間と共にアフガニスタンに向かう。アジトに乗り込んだパターンたちは「X」のメンバーと交戦するが、カーディル将軍がルバイに殺される直前にミサイルの発射ボタンを押してしまう。混戦の中、ジムはジェットパックを使って逃亡し、パターンがジェットパックで追跡した結果、2人は付近の村に不時着する。一方、ミサイルの発射はルバイによって阻止されるが、デリーに向かう旅客機の中に「ラクトビージ」が搭載されていることが判明し、知らせを聞いたルトラ大佐はデリーを守るために旅客機の撃墜を指示する。ジムは「ラクトビージ」の起爆装置を持っていることを明かしてパターンを挑発し、小屋の中で一騎打ちに挑む。パターンはジムに刺されながらも起爆装置を奪取して「ラクトビージ」の起爆を解除し、ジムを殺害する。「ラクトビージ」の起爆が解除されたことを知ったルトラ大佐はミサイルを自爆させ、旅客機は撃墜を免れる。事件の解決後、ナンディニには勇敢勲章が授与され、パターンは彼女の後任として「ジョーカー」のリーダーに任命される。
ポストクレジットシーンでは、パターンとタイガーが自分たちの進退について語り合い、後任に相応しい若手について思案する。しかし、最終的には自分たちが現役として第一線で活動し続けることを決意して任務に戻り、物語は幕を閉じる。

## キャスト
※括弧内は日本語吹替
- パターン - シャー・ルク・カーン（山本兼平[20]）
- ルビナ・“ルバイ”・モフシン - ディーピカー・パードゥコーン（折井あゆみ[20]）
  - 幼少期のルバイ - グレース・ギルダール
- ジム - ジョン・エイブラハム（藤田幹彦[20]）
- ナンディニ・グレーワール少佐 - ディンパル・カパーディヤー（葉瀬ふみの[20]）
- スニール・ルトラ大佐 - アーシュトーシュ・ラーナー（英語版）
- サハニ博士 - プラカーシュ・ベーラワディー
- ファルーク博士 - プレーム・ジャンギアニ
- ラザ - シャジ・チョーダリー（英語版）
- シュウェタ - エクター・コウル（英語版）
- ジョセフ・マシューズ - ディガンタ・ハザリカ（英語版）
- リシ・アールヤ - ヴィラーフ・パテル（英語版）
- アモル - アーカーシュ・バティジャ
- ラーフィ - ラジャト・カウル
- カーディル将軍 - マニーシュ・ワダワ（英語版）
- ジムの妻 - マンシ・タクサク
- ルバイの父 - アーシュトーシュ・シン
- ルバイの母 - アマンプリート・ハンダル
- メーラ機長 - キース・セケイラ（英語版）
- サッバー - ニカット・カーン（英語版）
- アヴィナーシュ・シン・ラートール（タイガー） - サルマーン・カーン（モアイ岩下[20]）

## 製作

### 企画
2022年3月2日にヤシュ・ラージ・フィルムズ、シャー・ルク・カーン、ディーピカー・パードゥコーン、ジョン・エイブラハムはそれぞれのソーシャルメディア・アカウントを通して『PATHAAN/パターン』の公開日が2023年1月25日を予定していることを発表し、同時にファーストルック・ティーザーが公開された。これ以前にもサルマーン・カーンやヴィシャール・ダドラニが映画の情報を発信しており、ダドラニはTwitterで「過去のナンバーは重要ではなく、未来には大き過ぎるナンバーも存在しない。世界がシャー・ルクを待っており、さらに重要なのは、私たちが素晴らしい楽曲を備えたキックアス映画に取り組んでいるということだ」と語っている。『PATHAAN/パターン』はヤシュ・ラージ・フィルムズにとって初のドルビーシネマ形式で上映される映画である。

### キャスティング
キャスティング監督はシャヌー・シャルマが務めている。2020年6月にジョン・エイブラハムの出演が決まり、サルマーン・カーンが『タイガー 伝説のスパイ』『タイガー 甦る伝説のスパイ』で演じたタイガー役としてカメオ出演することが発表された。9月にシャー・ルク・カーンの出演が発表された。11月にはディーピカー・パードゥコーンの出演が報じられ、12月にはディンパル・カパーディヤーの出演が発表された。

### 撮影
2020年11月17日からムンバイで主要撮影が始まり、2021年1月からはドバイでチェイスシーンなどの主要なアクションシーンの撮影が行われた。4月12日から撮影チームは2日間の休暇をとっていたが、スタッフがCOVID-19に感染したことが判明し、さらにマハーラーシュトラ州の都市封鎖が重なったことで撮影が延期された。その後、6月25日からムンバイのヤシュ・ラージ・スタジオで撮影が再開され、7月からは新たなスケジュールでの撮影が始まり、このスケジュールからディーピカー・パードゥコーンが撮影に合流した。10月7日からはマヨルカ島とカディスで歌曲シーンの撮影を行う予定だったが、スケジュールの変更に伴い撮影が延期された。
2022年2月からスペインでアクションシーンの撮影が始まり、シャー・ルク・カーン、ディーピカー・パードゥコーン、ジョン・エイブラハムが撮影に参加した。延期されていたマヨルカ島とカディスでの撮影も行われ、同国での撮影は3月に終了した。ヤシュ・ラージ・スタジオでの撮影終了後、10月からは追加シーンの撮影と一部シーンの再撮影が行われた。撮影はインド、スペイン、アフガニスタン、アラブ首長国連邦、トルコ、ロシア、イタリア、フランスで行われたほか、インド映画として初めてバイカル湖でも撮影が行われた。

### 音楽
サウンドトラックの作曲はヴィシャール＝シェーカルが手掛け、「Besharam Rang」「Jhoome Jo Pathaan」の作詞はクマールが手掛けている。映画音楽の作曲はサンチット・バルハラ&アンキット・バルハラが手掛け、彼らが作詞・作曲した「Jim's Theme」「Pathaan's Theme」は、2022年12月22日にサウンドトラック・アルバムと共にYRFミュージックからリリースされた。また、タミル語、テルグ語版のサウンドトラック・アルバムもリリースされている。

## マーケティング
2022年3月2日に公開されたティーザーで、『PATHAAN/パターン』の公開日が明かされた。6月25日にファーストルック・モーションポスターが公開され、シャー・ルク・カーン57歳の誕生日である11月2日には新たなティーザーが公開された。2023年1月10日にオフィシャルトレーラーが公開され、同月14日にはブルジュ・ハリファでもトレーラーが特別公開された。プロモーションに際して、メディアからの主要キャストへの取材に一切応じない方針を採ったが、これについて『インディア・トゥデイ』は「映画の内容以外の部分について、世間の批判や論争を招くことを避けるためだろう」と指摘している。

## 公開

### 劇場上映
2023年1月25日、共和国記念日に合わせてヒンディー語版・タミル語版・テルグ語版がそれぞれ2D・IMAX・4DX形式で公開された。また、インド映画として初めてICEシアター形式で上映された。上映数は世界8000スクリーンで、ヒンディー語版が5000スクリーン、タミル語版が450スクリーン、テルグ語版が500スクリーンだった。5月12日にはバングラデシュで公開され、同国で初めて公開されたインド映画となった。7月13日にはロシアで公開され、9月1日からは日本でも公開された。

### ホームメディア
デジタル配信権はAmazon Prime Videoが10億ルピーで取得し、3月22日からヒンディー語版・タミル語版・テルグ語版の配信が開始された。衛星放送権はスター・ゴールドが取得し、6月18日にテレビ放送された。

### トラブル
「Besharam Rang」でディーピカー・パードゥコーンがサフラン色のビキニを着ている点について、ヒンドゥー至上主義団体が「わいせつ行為を助長するだけでなく、サフランを侮辱している」と批判した。マディヤ・プラデーシュ州政府内務大臣のナローッタム・ミシュラも楽曲に対して不快感を表明し、「衣装デザインが修正されない場合、州内での上映禁止を検討せざるを得ない」と警告した。同州では映画の上映に反対する人々がシャー・ルク・カーンの写真や映画ポスターに放火するなどの抗議活動が発生し、テレビ俳優のムケーシュ・カンナーも問題の歌曲シーンを許可した中央映画認証委員会の姿勢に疑問を呈した。また、ムスリム団体も「Besharam Rang」を批判している。こうした意見に対し、『ニュース・ミニッツ』は「ジンゴイズムに基づく恥ずべきミスリーディングだ。このシーンでパードゥコーンが来ている衣装は5種類もあるのに、批判者たちはわずか20秒のシーンを切り取り自分の主張に利用している」と批判している。2022年12月29日に中央映画認証委員会は文化や信仰を引き合いにした歌詞を変更するように製作会社に通告し、通告を受けた製作会社は該当歌詞やシーンの一部を変更したが、サフラン色のビキニについては変更されず、そのまま残された。変更を確認した中央映画認証委員会は『PTHAAN/パターン』の認証を「U/A」に決定している。
2023年1月4日にヒンドゥー至上主義過激派組織バジュラング・ダールのメンバーがアフマダーバードの商業モールで映画ポスターを破り捨てる事件が発生した。また、グジャラート州マルチプレックス協会は州首相のブーペンドラバーイー・パテルと内務大臣のハリシュ・サンガヴィに書簡を送り、複数の劇場所有者が『PTHAAN/パターン』上映について脅迫を受けていることを訴えている。これを受けてサンガヴィは劇場の保護を約束し、州内各地の警察署長に劇場の警備を行うように指示している。こうした事態を受け、同月17日にニューデリーで開催されたインド人民党全国代表会議の場で、インド首相ナレンドラ・モディは党員たちに『PTHAAN/パターン』について不必要な発言を控えるように指示した。しかし、この後もグワーハーティーの劇場でバジュラング・ダールのメンバーが映画ポスターを焼き捨てる事件が発生しており、アッサム州首相のヒマンタ・ビシュワ・サルマはシャー・ルク・カーンに対して州内の法秩序を維持することを約束した。

## 評価

### 興行収入
『PATHAAN/パターン』はヒンディー語映画のオープニング成績をいくつか塗り替えており、公開初日に興行収入10億ルピーを記録した最初のヒンディー語映画となった。公開初日の興行収入は10億6000万ルピーで、このうち海外興行収入は3億6690万ルピーだった。その後、興行収入は公開2日目に20億ルピー、公開3日目に30億ルピー、公開4日目に40億ルピーを超え、それぞれヒンディー語映画として最速記録を樹立した。また、インド国内でも公開4日目に20億ルピー、公開7日目に30億ルピーの最速記録を樹立しており、『K.G.F: CHAPTER 2』のヒンディー語版が保持していた記録を塗り替えた。公開第2週末には『ダンガル きっと、つよくなる』の記録を塗り替え、ヒンディー語映画として初めて国内興行収入が40億ルピーを突破した。
海外市場ではオープニング週末の興行収入は2550万ドルを記録した。このうちIMAXの興行収入は250万ドルで、インド映画として歴代最高額となった。アメリカ合衆国・カナダのオープニング記録は695劇場で688万ドルを記録し、週末興行成績はヒンディー語映画として最高記録となる第3位にランクインした。イギリス・アイルランドでは興行収入31万9348ポンドを記録し、単日当たりのインド映画の興行収入としては最高記録となった。週末の興行収入は140万ポンドを記録し、週末興行成績は『アバター:ウェイ・オブ・ウォーター』（200万ポンド）に次ぐ第2位にランクインした。このほか、アラブ首長国連邦・マレーシア・シンガポール・サウジアラビアではヒンディー語映画のオープニング週末記録を更新し、オーストラリア・ニュージーランド・ドイツではインド映画のオープニング週末記録を更新している。このうち、ドイツでは58万2000ドルの興行収入を記録しており、ヒンディー語映画としても最高額を記録している。Box Office Indiaによると公開8日間で3100万ドルの興行収入を記録しており、公開されていない中国を除いた各国で、ヒンディー語映画として歴代最高記録を更新している。
公開第2週末までに、『PATHAAN/パターン』は『ダンガル きっと、つよくなる』を抜いて1340万ドルを越える興行収入を記録し、アメリカで最も興行的に成功したヒンディー語映画となり、イギリスでは興行収入300万ポンドを超えた最初のインド映画となった。また、アラブ首長国連邦・オーストラリア・ニュージーランドでもインド映画の歴代最高額を記録し、中国で未公開のヒンディー語映画として初めて興行収入が1億ドルを記録した。公開第4週の水曜日には、ヒンディー語映画として初めて国内興行収入が50億ルピーを記録した。公開27日目にはインド映画として5本目（ヒンディー語映画としては2本目）に興行収入が100億ルピーを記録し、公開37日目には『バーフバリ 王の凱旋』のヒンディー語版を抜いてヒンディー語映画として歴代最高記録を樹立した。これを受け、Box Office Indiaは『PATHAAN/パターン』をヒンディー語映画として25本目の「オールタイム・ブロックバスター」に認定している。
2023年4月6日時点で『PATHAAN/パターン』の興行収入は105億300万ルピー（国内興行収入65億4280万ルピー、海外興行収入39億6020万ルピー）を記録しており、ヒンディー語映画として歴代第2位、インド映画として歴代第5位、国内記録として歴代第4位、シャー・ルク・カーン主演作として歴代第1位の映画となっている。

### 批評
『PATHAAN/パターン』は批評家から好意的な評価を得ており、アクションシーンや映画音楽、主要キャスト（シャー・ルク・カーン、ディーピカー・パードゥコーン、ジョン・エイブラハム）の演技が絶賛されている。Rotten Tomatoesでは30件の批評に基づき支持率83%、平均評価6.8/10の評価となっており、批評家の一致した見解は「少々雑なところがあるが、様々な素材が混ざり合って酔わせてくれる『PATHAAN/パターン』は、ボリウッドの鐘と笛を用いて豪華絢爛なアクション・スリルを提供してくれる」となっている。

#### インド

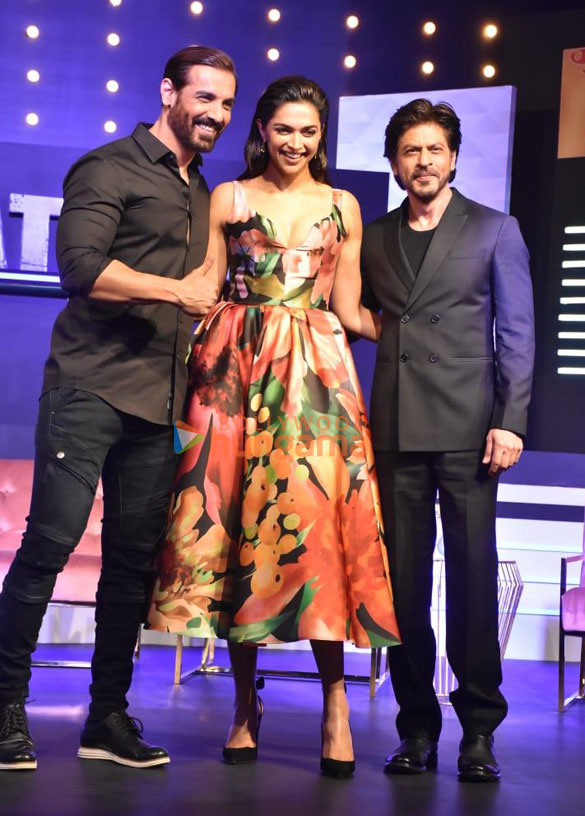
『PATHAAN/パターン』ヒット記念イベントに出席するジョン・エイブラハム、ディーピカー・パードゥコーン、シャー・ルク・カーン

『ボリウッド・ハンガマ』のタラン・アダルシュは4.5/5の星を与え、「アクション、感情、愛国心、ユーモア、スリル、そしてもちろんシャー・ルク・カーンのスター・パワーが詰まった完全なるエンターテイナー作品」と批評している。Rediff.comのスカニヤ・ヴェルマは4/5の星を与えて「シャー・ルク・カーンの年季の入った迫力、カリスマ性、そしてトレードマークのウィットが物語を盛り上げている」と批評し、『フィルムフェア』のデーヴェシュ・シャルマも4/5の星を与えて「素晴らしいヴィジュアル・スペクタクルであり、アクションの振り付けは、まさにこの世のものとは思えない出来栄えだ」と批評している。ニューデリー・テレビジョンのサイバル・チャテルジーは3.5/5の星を与えて「『PATHAAN/パターン』は物語に対する不信感を一瞬で払拭させる、人々の心を惹きつける魅惑的な映画に仕上がっている」と批評し、『ザ・タイムズ・オブ・インディア』のレヌカ・ヴィヤヴァールも3.5/5の星を与えて「『PATHAAN/パターン』にはマサラポットボイラーの要素がすべて詰まっている。それはスローモーション、善と悪の戦い、そして何よりもスクリーンの内外で活躍するセクシーなシャー・ルク・カーンの存在である」と批評している。『ザ・クイント』のタニシャ・バグチは3.5/5の星を与えて「『WAR ウォー!!』でリティク・ローシャンとタイガー・シュロフの対決に興奮できたなら、シャー・ルクとジョンの殴り合いにも価値を見出せるでしょう」と批評し、『DNAインディア』のアビマニュ・マトゥールも3.5/5の星を与えてキャストの演技と映画音楽を絶賛したが、アクションシーンについては「少々大げさで、信憑性に欠けるものだ」と指摘している。
ジー・ニュースのリティカ・ハンドゥーは3.5/5の星を与えて「このYRFのアクション映画には退屈に感じる瞬間がどこにもない。SRKとジョンのアクションシーンは、大げさであるが退屈に感じることはない」と批評し、『インディア・トゥデイ』のトゥシャール・ジョーシーも3.5/5の星を与えて「シャー・ルクは『PATHAAN/パターン』の心だ」と批評している。『ザ・ウィーク』のプージャー・ビライア・ジャイシュワールは3.5/5の星を与えて「『PATHAAN/パターン』はカーンと完璧に肉体を鍛え上げた敵役エイブラハムの間で繰り広げられる喜劇だ。その意図は、物語が物語を前に進めるのではなく、主人公であるスーパースターたちが持つ、より大きな魔法に身を任せることにある」と批評し、『インディアン・エクスプレス』のシューブラ・グプタは3/5の星を与えて「アクション映画の条件（ノンストップ・アクション、グラマラスな女、世界を救う男、盛り上がるアクションシーン、感情を揺さぶる台詞）を完璧にクリアしている」と批評している。『ファーストポスト』のアンナ・M・M・ヴィティカドは2.5/5の星を与え、「『PATHAAN/パターン』はサルマーン・カーンがカメオ出演している時が最も楽しい瞬間であり、その無難な政治要素を見過ごしたくなる」と批評している。
『Onmanorama』のサジェーシュ・モーハンは「シッダールト・アーナンドの『PATHAAN/パターン』は、死と論理を無視したアクションの連続に愛国心と犠牲を味付けした物語によって、シャー・ルク・カーンの『YRFスパイ・ユニバース』へのレッドカーペット入りを華麗に実現した」と批評し、『ヒンドゥスタン・タイムズ』のモーニカ・ラーワル・ククレージャは「『PATHAAN/パターン』は何のメッセージもなく、この国の現状についての社会的風刺もなく、正真正銘の商業マサラ・エンターテインメント映画である。楽しいが騒々しいわけではなく、同時にファンタスティックだ」と批評している。『Scroll.in』のナンディニ・ラームナートは、「この映画最大の功労者は主人公自身であり、彼の茶目っ気と長年かけて作り上げた魅力、そしてスクリーン上での魅惑的な存在感を、安っぽいが娯楽性の高い救国物語で発揮してくれている」と批評している。

#### 海外
『ガーディアン』のキャス・クラークは3/5の星を与え、「インド発の素晴らしくエネルギッシュなアクションスパイ映画は、おそらく今現在映画館で鑑賞できる中で最も楽しめる作品かもしれない。歓声は鳴り止まず、特にサルマン・カーンがシリーズ前作の主人公タイガー役で登場したシーンで、それまでで最も大きな歓声が上がった」と批評している。一方、『ザ・ラップ』のサイモン・エイブラムスは「素人臭いインド産スーパー・スパイ・スリラーはコンセプト的に荒唐無稽で、政治的にいかがわしい内容であり、決して上手い出来映えではない」と酷評しており、『バラエティ』のオーウェン・グレイバーマンも「様々なジャンルを次々と積み重ね、まるで低俗小説がもつれ合った広大な山のようだ」と酷評しているが、シャー・ルク・カーンとジョン・エイブラハムの演技については高く評価している。『エンパイア』のティモン・シンは「『PATHAAN/パターン』にはカーンによって保証された興行収入、エキゾチックなロケーション、観客を魅了するカメオ出演、圧巻のダンス・ナンバー、『ワイルド・スピードシリーズ』が霞むほどの重力を感じさせないスタントなど、インドのブロックバスター映画に求められる要素がすべて揃っている」と批評している。

### 受賞・ノミネート
| 映画賞                                               | 授賞式           | 部門                       | 対象                                                             | 結果       | 出典            |
| ---------------------------------------------------- | ---------------- | -------------------------- | ---------------------------------------------------------------- | ---------- | --------------- |
| ニコロデオン・キッズ・チョイス・アワード・インディア | 2023年6月28日    | 作品賞                     | 『PATHAAN/パターン』                                             | 受賞       | [ 127 ]         |
| ニコロデオン・キッズ・チョイス・アワード・インディア | 2023年6月28日    | 主演男優賞                 | シャー・ルク・カーン                                             | 受賞       | [ 127 ]         |
| ニコロデオン・キッズ・チョイス・アワード・インディア | 2023年6月28日    | 主演女優賞                 | ディーピカー・パードゥコーン                                     | ノミネート | [ 127 ]         |
| 第69回フィルムフェア賞                               | 2024年1月27-28日 | 作品賞                     | 『PATHAAN/パターン』                                             | ノミネート | [ 128 ] [ 129 ] |
| 第69回フィルムフェア賞                               | 2024年1月27-28日 | 監督賞                     | シッダールト・アーナンド                                         | ノミネート | [ 128 ] [ 129 ] |
| 第69回フィルムフェア賞                               | 2024年1月27-28日 | 主演女優賞                 | ディーピカー・パードゥコーン                                     | ノミネート | [ 128 ] [ 129 ] |
| 第69回フィルムフェア賞                               | 2024年1月27-28日 | 原案賞                     | シッダールト・アーナンド                                         | ノミネート | [ 128 ] [ 129 ] |
| 第69回フィルムフェア賞                               | 2024年1月27-28日 | 脚本賞                     | シュリーダル・ラーガヴァン                                       | ノミネート | [ 128 ] [ 129 ] |
| 第69回フィルムフェア賞                               | 2024年1月27-28日 | 台詞賞                     | アッバス・タイヤワーラー                                         | ノミネート | [ 128 ] [ 129 ] |
| 第69回フィルムフェア賞                               | 2024年1月27-28日 | 音楽アルバム賞             | ヴィシャール＝シェーカル                                         | ノミネート | [ 128 ] [ 129 ] |
| 第69回フィルムフェア賞                               | 2024年1月27-28日 | 女性プレイバックシンガー賞 | - シルパー・ラーオ - 「Besharam Rang」                           | 受賞       | [ 128 ] [ 129 ] |
| 第69回フィルムフェア賞                               | 2024年1月27-28日 | 編集賞                     | アーリフ・シェイク                                               | ノミネート | [ 128 ] [ 129 ] |
| 第69回フィルムフェア賞                               | 2024年1月27-28日 | 振付賞                     | - ボスコ＝シーザー - 「Jhoome Jo Pathaan」                       | ノミネート | [ 128 ] [ 129 ] |
| 第69回フィルムフェア賞                               | 2024年1月27-28日 | 撮影賞                     | サッチス・パウロース                                             | ノミネート | [ 128 ] [ 129 ] |
| 第69回フィルムフェア賞                               | 2024年1月27-28日 | 音響デザイン賞             | - マナス・チョーダリー - ガネーシュ・ガンガダーラン              | ノミネート | [ 128 ] [ 129 ] |
| 第69回フィルムフェア賞                               | 2024年1月27-28日 | 作曲賞                     | - サンチット・バルハラ - アンキット・バルハラ                    | ノミネート | [ 128 ] [ 129 ] |
| 第69回フィルムフェア賞                               | 2024年1月27-28日 | 衣装賞                     | - シャリーナ・ナタニ - マムター・アーナンド - ニハリカ・ジョリー | ノミネート | [ 128 ] [ 129 ] |
| 第69回フィルムフェア賞                               | 2024年1月27-28日 | アクション賞               | - ケイシー・オニール - クレイグ・マクレー - スニール・ロドリゲス | ノミネート | [ 128 ] [ 129 ] |
| 第69回フィルムフェア賞                               | 2024年1月27-28日 | VFX賞                      | YFX                                                              | ノミネート | [ 128 ] [ 129 ] |
| ジー・シネ・アワード                                 | 2024年3月16日    | 作品賞                     | 『PATHAAN/パターン』                                             | ノミネート | [ 130 ] [ 131 ] |
| ジー・シネ・アワード                                 | 2024年3月16日    | 主演男優賞                 | シャー・ルク・カーン                                             | ノミネート | [ 130 ] [ 131 ] |
| ジー・シネ・アワード                                 | 2024年3月16日    | 主演女優賞                 | ディーピカー・パードゥコーン                                     | ノミネート | [ 130 ] [ 131 ] |
| ジー・シネ・アワード                                 | 2024年3月16日    | 助演女優賞                 | ディンパル・カパーディヤー                                       | 受賞       | [ 130 ] [ 131 ] |
| ジー・シネ・アワード                                 | 2024年3月16日    | 歌曲賞                     | 「Jhoome Jo Pathaan」                                            | ノミネート | [ 130 ] [ 131 ] |
| ジー・シネ・アワード                                 | 2024年3月16日    | 男性プレイバックシンガー賞 | - アリジット・シン - 「Jhoome Jo Pathaan」                       | 受賞       | [ 130 ] [ 131 ] |
| ジー・シネ・アワード                                 | 2024年3月16日    | 女性プレイバックシンガー賞 | - シルパー・ラーオ - 「Besharam Rang」                           | 受賞       | [ 130 ] [ 131 ] |
| ジー・シネ・アワード                                 | 2024年3月16日    | 振付賞                     | - ボスコ＝シーザー - 「Jhoome Jo Pathaan」                       | 受賞       | [ 130 ] [ 131 ] |
| 第24回国際インド映画アカデミー賞                     | 2024年9月28日    | 監督賞                     | シッダールト・アーナンド                                         | ノミネート | [ 132 ] [ 133 ] |
| 第24回国際インド映画アカデミー賞                     | 2024年9月28日    | 主演女優賞                 | ディーピカー・パードゥコーン                                     | ノミネート | [ 132 ] [ 133 ] |
| 第24回国際インド映画アカデミー賞                     | 2024年9月28日    | 悪役賞                     | ジョン・エイブラハム                                             | ノミネート | [ 132 ] [ 133 ] |
| 第24回国際インド映画アカデミー賞                     | 2024年9月28日    | 音楽監督賞                 | ヴィシャール＝シェーカル                                         | ノミネート | [ 132 ] [ 133 ] |
| 第24回国際インド映画アカデミー賞                     | 2024年9月28日    | 男性プレイバックシンガー賞 | - アリジット・シン - 「Jhoome Jo Pathaan」                       | ノミネート | [ 132 ] [ 133 ] |
| 第24回国際インド映画アカデミー賞                     | 2024年9月28日    | 女性プレイバックシンガー賞 | - シルパー・ラーオ - 「Besharam Rang」                           | ノミネート | [ 132 ] [ 133 ] |
| 第24回国際インド映画アカデミー賞                     | 2024年9月28日    | 振付賞                     | - ボスコ＝シーザー - 「Jhoome Jo Pathaan」                       | 受賞       | [ 132 ] [ 133 ] |